# Casanova kontra Kékszakáll
A Casanova kontra Kékszakáll magyar televíziós bábfilmsorozat, amelyet a Pannónia Filmstúdió készített 1971-ben. A bábfilmsorozat rendezője Imre István. A forgatókönyvet Romhányi József írta, a zenéjét Sebestyén János szerezte. Magyarországon az MTV1, a Filmmúzeum és az M3 vetítette le.

## Tartalom
Bár a Kékszakállú herceg várában nem sok jó vár egy feleségre, Kékszakáll mégis elemi erővel szeretne újra és újra feleséget találni magának. Ezt használja ki a furfangos Casanova, aki tudós álcájában elszegődik Kékszakáll mellé, és sorra szállítja neki a meghódítandó hölgyeket. Igen ám, de végül kinek a karjaiban kötnek ki a vágyott hölgyek...

## Gyártás
- Rendezte: Imre István
- Írta: Romhányi József
- Dramaturg: Komlós Klári
- Zenéjét szerezte: Sebestyén János
- Operatőr: Kenyeres Gábor
- Hangmérnök: Bársony Péter
- Vágó: Czipauer János
- Bábtervező: Foky Ottó
- Díszlettervező: Imre István
- Munkatársak: Benedek László, Bodó János, Dreilinger Zsuzsa, Gattyán György, Kiss Lajos, Kovács Klári, Lambing Antal, Márta Mihály, Pintér Pálné, Pölöskei Gyula, Rakó Lajos, Sánta Béla, Szabó László, Zoltán Annamária
- Konzultáns: Lehel Judit
- Gyártásvezető: Magyar Gergely Levente
- Produkciós vezető: Gyöpös Sándor, Komlós Klári, Kunz Román

Készítette a Magyar Televízió megbízásából a Pannónia Filmstúdió

## Szereplők

### Főszereplők
- Casanova – Sinkó László
- Kékszakáll – Szabó Gyula
- Kappan – Körmendi János
- Ördög – Somogyvári Pál
- Várnagy – Velenczey István
- Bakó – Dömsödi János

### További szereplők
- lány (A halak) – Tóth Judit (1. részben), ? (12. részben)
- fogadós – Horváth Pál
- lány (Az ikrek) – Halász Judit
- kofa – Báró Anna
- hentes – Farkas Antal
- lány (A mérleg) – Pálos Zsuzsa
- legény – Paudits Béla
- molnár – Molnár Tibor
- lány (A kos) – Margitai Ági
- 1. komédiás – Tahi Tóth László
- 2. komédiás – Verebély Iván
- lány (Az oroszlán) – Andai Kati
- banya – Pártos Erzsi
- lány (A bika) – ?
- pásztorember – Márkus Ferenc
- lány (A rák) – Szilvássy Annamária
- harangozó – Siménfalvy Sándor
- I. Katona – ?
- Lány (A nyilas) – ?
- főzsandár – Kozák László
- kikiáltó – Rajz János
- lány (A szűz) – Váradi Hédi
- II. Katona – ?
- lány (A skorpió) – Almási Éva
- révész – Raksányi Gellért
- lány (A vízöntő) – Várhegyi Teréz
- alkimista – Csákányi László
- feleség – Domján Edit
- férj – Kautzky József
- Tyúkárus – ?
- Galambárus – ?
- lány (Az utolsó kaland) – Káldi Nóra
- fiú – Tordy Géza

- Közreműködtek: Balogh Klári, Kaszner Irén, Kemény Henrik, Óhidy Lehel, valamint az Állami Bábszínház művészei

## Epizódok
| Sor. | Év. | Cím              | Premier              |
| ---- | --- | ---------------- | -------------------- |
| 1.   | 1.  | A halak          | 1972. július 2.      |
| 2.   | 2.  | Az ikrek         | 1972. július 9.      |
| 3.   | 3.  | A mérleg         | 1972. július 16.     |
| 4.   | 4.  | A kos            | 1972. július 23.     |
| 5.   | 5.  | Az oroszlán      | 1972. július 30.     |
| 6.   | 6.  | A bika           | 1972. augusztus 6.   |
| 7.   | 7.  | A rák            | 1972. augusztus 13.  |
| 8.   | 8.  | A nyilas         | 1972. augusztus 20.  |
| 9.   | 9.  | A szűz           | 1972. augusztus 27.  |
| 10.  | 10. | A skorpió        | 1972. szeptember 3.  |
| 11.  | 11. | A vízöntő        | 1972. szeptember 10. |
| 12.  | 12. | A bak            | 1972. szeptember 17. |
| 13.  | 13. | Az utolsó kaland | 1972. szeptember 24. |